# Mauricio Molina
Mauricio Alejandro Molina Uribe (Bello, Antioquia, 30 de abril de 1980) es un exfutbolista colombiano que jugaba como volante ofensivo. Popularmente es conocido como "Mao". Actualmente se desempeña como delegado del Independiente Medellín y comentarista deportivo en el programa F90 de  ESPN.

## Trayectoria

### Envigado F. C.
Mientras era figura del Envigado F. C. el techo de la tribuna del estadio polideportivo sur se cayó, obligándolos a jugar por varias jornadas en el Atanasio Girardot después de los partidos de Atlético Nacional. Los hinchas del equipo verdolaga se quedaban a ver los partidos del cuadro naranja solo para ver jugar al joven Mauricio Molina y con cánticos corear su nombre y pedirlo para su equipo, pero nunca se dio y fue a Santa Fe, y luego a Independiente Medellín

### Santa Fe
Estuvo una temporada en Santa Fe obteniendo un puesto en la suplencia de la selección de Colombia que disputó la Copa América de 2001.

### Independiente Medellín
Luego fichó con el Medellín, donde sería campeón en el torneo finalización de 2002, marcando así uno de los goles, para que luego de 45 años el Independiente Medellín ganara un título. Más adelante se convertiría en un ídolo del cuadro "poderoso".

### Monarcas Morelia
Después de la exitosa campaña con el Independiente Medellín considerado en ese entonces como una de las fichas claves para el título. Se fue a Monarcas Morelia de México hasta 2004.
Después Molina fue a los Emiratos Árabes Unidos a jugar por el Al Ain donde se quedó por un semestre, después del cual regresó a Independiente Medellín por otro semestre.

### San Lorenzo
Molina después jugó, 24 partidos, sin goles, en el San Lorenzo de Argentina en la temporada 2005-06  14 partidos en el Aprtura 2005 y 10 partidos en el Clausura 2006.

### Olimpia
En 2007, Molina fichó con el equipo paraguayo Olimpia, donde jugó durante el primer semestre del año. 17 partidos, 10 goles y 9 asistencias.

### Estrella Roja
Después de una campaña con en el equipo, en la que él fue el mayor goleador con 10 goles, Molina fue transferido por el segundo semestre del 2007 al equipo serbio Estrella Roja, el mejor equipo de su liga y en el cual Molina hizo su debut en el fútbol Europeo. Estrella Roja compitió en la Liga de Campeones de la UEFA durante la temporada del 2007-2008.

### Santos
En febrero de 2008 fue fichado por el Santos de Brasil, por el cual disputaría la Copa Libertadores de América. En un partido de esta competición donde su equipo ganó 7-0 sobre el San José de Bolivia, fue la gran figura marcando cuatro goles.

### Corea del Sur
- Nota: PJ (partidos jugados); G (Goles); As. (Asistencias).

| Club                   | Temporada              | K League Classic | K League Classic | K League Classic | KFA Cup | KFA Cup | KFA Cup | League Cup | League Cup | League Cup | Continental | Continental | Total | Total | Total |
| Club                   | Temporada              | PJ               | G                | As.              | PJ      | G       | As.     | PJ         | G          | As.        | PJ          | G           | PJ    | G     | As.   |
| ---------------------- | ---------------------- | ---------------- | ---------------- | ---------------- | ------- | ------- | ------- | ---------- | ---------- | ---------- | ----------- | ----------- | ----- | ----- | ----- |
| Seongnam Ilhwa Chunma  | 2009                   | 17               | 10               | 3                | 2       | 1       | 1       | 0          | 0          | 0          | -           | -           | 19    | 11    | 4     |
| Seongnam Ilhwa Chunma  | 2010                   | 29               | 11               | 7                | 3       | 2       | 0       | 4          | 1          | 1          | 13          | 10          | 49    | 24    | 8     |
| Seongnam Ilhwa Chunma  | Total club             | 46               | 21               | 10               | 5       | 3       | 1       | 4          | 1          | 1          | 13          | 10          | 68    | 35    | 15    |
| FC Seoul               | 2011                   | 29               | 10               | 12               | 2       | 1       | 1       | 0          | 0          | 0          | 8           | 2           | 39    | 13    | 13    |
| FC Seoul               | 2012                   | 41               | 18               | 19               | 2       | 1       | 0       | –          | –          | –          | –           | –           | 43    | 19    | 19    |
| FC Seoul               | 2013                   | 35               | 9                | 13               | 1       | 1       | 1       | –          | –          | –          | 13          | 1           | 49    | 11    | 14    |
| FC Seoul               | 2014                   | 19               | 5                | 3                | 4       | 0       | 1       | –          | –          | –          | 4           | 0           | 27    | 5     | 4     |
| FC Seoul               | 2015                   | 35               | 4                | 11               | 5       | 1       | 1       | –          | –          | –          | 7           | 1           | 47    | 6     | 12    |
| FC Seoul               | Total club             | 159              | 46               | 58               | 14      | 4       | 4       | 0          | 0          | 0          | 32          | 4           | 205   | 54    | 62    |
| Total en Corea del Sur | Total en Corea del Sur | 205              | 67               | 68               | 19      | 7       | 5       | 4          | 1          | 1          | 45          | 14          | 273   | 89    | 77    |

#### Seongnam
En julio de 2009 Molina sale del Santos y emigra a Corea del Sur para jugar con el Seongnam Ilhwa Chunma.
En 2010 su Equipo Seongnam Ilhwa Chunma de Corea del Sur Gana la Liga de Campeones de la AFC ganando al Zob Ahan de Irán ganando 3 a 1 y así quedar de segundo goleador de esta copa ya que anotó 7 goles y así clasificándose al Copa Mundial de Clubes de la FIFA 2010.
En el Copa Mundial de Clubes de la FIFA 2010 marcaría en cuartos de final a Al Wahda uno de los cuatro que marcaría su equipo y perdería en semifinales 3 a 0 contra el Inter de Milán y perderían ante el Internacional de Brasil 4 a 2 y Mao anotaría los 2 goles de su equipo así quedando con 3 goles en el torneo, así siendo el máximo anotador del certamen. Como dato adicional, fue quien le marcó los últimos dos goles al arquero argentino Roberto Abbondanzieri en su carrera deportiva, en su último partido oficial como jugador activo.

#### Seúl
En enero de 2011 fue transferido al Seúl de la capital de Corea del Sur.
En su primera temporada con el club de Seúl marca 12 goles. En un partido de la pretemporada 2012 marca 2 goles en la victoria 4 a 1 sobre el Urawa Red Diamonds de Japón.
En la primera fecha de la K-league anota su primer gol oficial del año con el Seúl, terminando 1-1 el partido. En la segunda fecha de la K-league marca su segundo gol de la temporada, este gol fue el 2-0. En la tercera fecha del torneo marca un doblete en la victoria 2 a 0, "Mao" llega a 4 goles en 3 partidos jugados. En la cuarta fecha de la K-league anota su quinto gol de año en apenas 4 partidos jugados, siendo este su mejor comienzo de año en toda su carrera. Luego de un poco más de 2 meses vuelve a anotar en la victoria 2 a 1 frente al Gangwon, este fue su sexto gol de la temporada, además dio una asistencia.

Por la fecha 22 de la K-League, anota un gol de haciendo la maniobra del "Escorpión" (maniobra creada por René Higuita) poniendo el 1-0 frente al Busan, el partido finalizó 6 a 0. Siendo este su noveno gol del año (2 por copa local, 7 por liga) y el vigésimo primero con el Seúl, y siendo este su gol 40 en suelo coreano.
Tras haber jugador 23 en el año en la K-League ya lleva 13 goles y llegando a 45 en el país asiático. Por la fecha 25 de la K-League vuelve a anotar además llegó con esto a 14 goles en el año y a 46 en Corea. En la fecha 30, anota en la victoria 2 a 0 de su club frente al Daegu, con esto llega a 15 goles en el año y a 47 en Corea. El 26 de septiembre convierte su décimo séptimo gol del año (y a 49 en Corea del Sur) en la victoria 2 a 1 sobre el Ulsan Hyundai, así su equipo se mantiene de segundo en la tabla de posiciones.
Un golpe recibido en la temporada 2013 lo dejó inconsciente durante tres minutos, al chocar contra otro jugador cuando saltaba para cabecear el balón en un partido de su equipo Seúl ante el Busan IPark de la K-League. Tras el incidente se recuperó y salió de la cancha por sus propios medios.
Por la fecha 27 de la K-league en 2015 fue la figura del partido tras ser destacado por hacer dos asistencias en la victoria 2 a 0 de su equipo sobre Daejeon.
El 31 de octubre marcó un gol olímpico en la final de la FA Cup coronándose campeón en la victoria 3-1 frente a Incheon United.

### Independiente Medellín
El 31 de diciembre de 2015 es confirmado su regreso al Independiente Medellín donde es hincha en Colombia.
En 2016 sale campeón en el Torneo Apertura 2016 siendo figura en dicha campaña
El 13 de octubre de 2017 Mauricio Molina en rueda de prensa anuncia su retiro del fútbol para el final de temporada, faltando aún por disputar la final de la Copa Colombia contra el Junior de Barranquilla en la que quedarían subcampeones.
A sus 37 años, 20 de ellos dedicados al balompié a máximo nivel, Mao Molina anunció su retiro del fútbol profesional en diciembre de 2017.

## Selección nacional
Fue parte de la selección de Colombia en la Copa América 2001, la cual fue ganada por Colombia (donde él era suplente).

### Goles internacionales
| # | Fecha               | Lugar                              | Rival     | Gol | Resultado | Competición      |
| - | ------------------- | ---------------------------------- | --------- | --- | --------- | ---------------- |
| 1 | 17 de julio de 2003 | Orange Bowl, Miami, Estados Unidos | Guatemala | 1-1 | 1-1       | Copa de Oro 2003 |

### Participaciones enCopas Oro
| Copa Oro            | Sede                    | Resultado        | PJ | GA | Asis |
| ------------------- | ----------------------- | ---------------- | -- | -- | ---- |
| Copa de Oro de 2003 | Estados Unidos y México | Cuartos de final | 3  | 1  | 0    |

### Participaciones enCopas América
| Copa América      | Sede     | Resultado | PJ | GA | Asis |
| ----------------- | -------- | --------- | -- | -- | ---- |
| Copa América 2001 | Colombia | Campeón   | 4  | 0  | 0    |

### Participaciones enEliminatorias al Mundial
| Eliminatoria                                | Sede del Mundial       | Posición               | Resultado              | PJ | GA | Asis |
| ------------------------------------------- | ---------------------- | ---------------------- | ---------------------- | -- | -- | ---- |
| Eliminatorias Mundial de Corea y Japón 2002 | Corea del Sur y Japón  | 6°lugar 27pts          | Eliminado              | 1  | 0  | 0    |
| Eliminatorias Mundial de Alemania 2006      | Alemania               | 6°lugar 24pts          | Eliminado              | 2  | 0  | 0    |
| Total en Eliminatorias                      | Total en Eliminatorias | Total en Eliminatorias | Total en Eliminatorias | 3  | 0  | 0    |

## Clubes

### Como jugador
| Club                   | País          | Año         |
| ---------------------- | ------------- | ----------- |
| Envigado FC            | Colombia      | 1996 - 2001 |
| Santa Fe               | Colombia      | 2001        |
| Independiente Medellín | Colombia      | 2001 - 2003 |
| Monarcas Morelia       | México        | 2003 - 2004 |
| Al Ain                 | EAU           | 2004        |
| Independiente Medellín | Colombia      | 2005        |
| San Lorenzo            | Argentina     | 2006        |
| Olimpia                | Paraguay      | 2007        |
| Estrella Roja          | Serbia        | 2007        |
| Santos                 | Brasil        | 2008 - 2009 |
| FC Seongnam            | Corea del Sur | 2009 - 2010 |
| FC Seoul               | Corea del Sur | 2011 - 2015 |
| Independiente Medellín | Colombia      | 2016 - 2017 |

### Como delegado  deportivo
| Club                   | País     | Año |
| ---------------------- | -------- | --- |
| Independiente Medellín | Colombia | ¿?  |

## Estadísticas como jugador

### Clubes
| Club                              | Temporada     | Liga  | Liga  | Copas nacionales | Copas nacionales | Copas internacionales | Copas internacionales | Total | Total |
| Club                              | Temporada     | Part. | Goles | Part.            | Goles            | Part.                 | Goles                 | Part. | Goles |
| --------------------------------- | ------------- | ----- | ----- | ---------------- | ---------------- | --------------------- | --------------------- | ----- | ----- |
| Envigado FC · Colombia            | 1996-01       | 94    | 27    | -                | -                | -                     | -                     | 94    | 27    |
| Envigado FC · Colombia            | Total club    | 94    | 27    | 0                | 0                | 0                     | 0                     | 94    | 27    |
| Santa Fe · Colombia               | 2001          | 16    | 5     | -                | -                | -                     | -                     | 16    | 5     |
| Santa Fe · Colombia               | Total club    | 16    | 5     | 0                | 0                | 0                     | 0                     | 16    | 5     |
| Independiente Medellín · Colombia | 2002          | 32    | 9     | -                | -                | -                     | -                     | 32    | 9     |
| Independiente Medellín · Colombia | 2003          | 11    | 5     | -                | -                | 12                    | 3                     | 23    | 8     |
| Independiente Medellín · Colombia | 2005          | 9     | 2     | -                | -                | 4                     | 0                     | 13    | 2     |
| Independiente Medellín · Colombia | 2006          | 17    | 5     | -                | -                | 2                     | 1                     | 19    | 6     |
| Independiente Medellín · Colombia | 2016          | 39    | 9     | 4                | 2                | 8                     | 0                     | 51    | 11    |
| Independiente Medellín · Colombia | 2017          | 21    | 2     | 7                | 1                | 4                     | 0                     | 32    | 3     |
| Independiente Medellín · Colombia | Total club    | 129   | 32    | 11               | 3                | 30                    | 4                     | 170   | 39    |
| Monarcas Morelia · México         | 2003-04       | 24    | 1     | -                | -                | -                     | -                     | 24    | 1     |
| Monarcas Morelia · México         | Total club    | 24    | 1     | 0                | 0                | 0                     | 0                     | 24    | 1     |
| Al Ain · EAU                      | 2004          | 10    | 0     | -                | -                | -                     | -                     | 10    | 0     |
| Al Ain · EAU                      | Total club    | 10    | 0     | 0                | 0                | 0                     | 0                     | 10    | 0     |
| San Lorenzo Argentina             | 2005-06       | 24    | 0     | -                | -                | -                     | -                     | 24    | 0     |
| San Lorenzo Argentina             | Total club    | 24    | 0     | 0                | 0                | 0                     | 0                     | 24    | 0     |
| Olimpia Paraguay                  | 2007          | 20    | 9     | -                | -                | -                     | -                     | 20    | 9     |
| Olimpia Paraguay                  | Total club    | 20    | 9     | 0                | 0                | 0                     | 0                     | 20    | 9     |
| Estrella Roja Serbia              | 2007          | 11    | 2     | -                | -                | 7                     | 0                     | 18    | 2     |
| Estrella Roja Serbia              | Total club    | 11    | 2     | 0                | 0                | 7                     | 0                     | 18    | 2     |
| Santos · Brasil                   | 2008          | 32    | 6     | -                | -                | 10                    | 6                     | 42    | 12    |
| Santos · Brasil                   | 2009          | 9     | 2     | 15               | 2                | -                     | -                     | 24    | 4     |
| Santos · Brasil                   | Total club    | 41    | 8     | 15               | 2                | 10                    | 6                     | 66    | 16    |
| FC Seongnam Corea del Sur         | 2009          | 17    | 10    | 2                | 1                | -                     | -                     | 19    | 11    |
| FC Seongnam Corea del Sur         | 2010          | 29    | 11    | 7                | 3                | 13                    | 10                    | 49    | 24    |
| FC Seongnam Corea del Sur         | Total club    | 46    | 21    | 9                | 4                | 13                    | 10                    | 68    | 35    |
| FC Seoul Corea del Sur            | 2011          | 29    | 10    | 2                | 1                | 8                     | 2                     | 39    | 13    |
| FC Seoul Corea del Sur            | 2012          | 41    | 18    | 2                | 1                | -                     | -                     | 43    | 19    |
| FC Seoul Corea del Sur            | 2013          | 35    | 9     | 1                | 1                | 13                    | 1                     | 49    | 11    |
| FC Seoul Corea del Sur            | 2014          | 19    | 5     | 4                | 0                | 4                     | 0                     | 27    | 5     |
| FC Seoul Corea del Sur            | 2015          | 35    | 4     | 5                | 1                | 7                     | 1                     | 47    | 6     |
| FC Seoul Corea del Sur            | Total club    | 159   | 46    | 14               | 4                | 32                    | 4                     | 205   | 54    |
| Total carrera                     | Total carrera | 574   | 151   | 49               | 13               | 92                    | 24                    | 715   | 188   |

### Selección
| Selección                | Año                      | Partidos | Goles |
| ------------------------ | ------------------------ | -------- | ----- |
| Absoluta                 | 2001                     | 7        | 0     |
| Absoluta                 | 2003                     | 5        | 1     |
| Total                    | Total                    | 12       | 1     |
| Total Selección Colombia | Total Selección Colombia | 12       | 1     |

### Hat-tricks
| 1 | 1 de abril de 2008   | Estadio Vila Belmiro, Santos | Santos - San José         |  | 7 - 0 | Copa Libertadores 2008 |
| 2 | 14 de agosto de 2010 | Estadio de Incheon, Incheon  | Incheon United - Seongnam |  | 1 - 4 | K League Classic 2010  |
| 3 | 27 de agosto de 2011 | Estadio Mundalista, Seúl     | Seúl - Gangwon            |  | 6 - 3 | K League Classic 2011  |

## Palmarés

### Campeonatos nacionales
| Título              | Club                   | País          | Año  |
| ------------------- | ---------------------- | ------------- | ---- |
| Torneo Finalización | Independiente Medellín | Colombia      | 2002 |
| K-League            | Seúl                   | Corea del Sur | 2012 |
| FA Cup              | Seúl                   | Corea del Sur | 2015 |
| Torneo Apertura     | Independiente Medellín | Colombia      | 2016 |

### Copas internacionales
| Título                      | Club                  | Sede          | Año  |
| --------------------------- | --------------------- | ------------- | ---- |
| Copa América                | Selección Colombia    | Colombia      | 2001 |
| Liga de Campeones de la AFC | Seongnam Ilhwa Chunma | Corea del Sur | 2010 |

### Distinciones individuales
| Distinción                                 | Año  |
| ------------------------------------------ | ---- |
| Mejor jugador de la Copa Libertadores      | 2003 |
| Goleador Copa Mundial de Clubes de la FIFA | 2010 |
| Mejor jugador de la K-League               | 2012 |
| Máximo Asistente de la K-League            | 2013 |

| Predecesor: Denílson | Máximo goleador de la Copa Mundial de Clubes 2010 | Sucesores: Lionel Messi Adriano |